# Mała Orla Turniczka
Der Mała Orla Turniczka ist ein Berg in der Hohen Tatra in den Gipfeln Orle Turniczki im Massiv Buczynowe Turnie mit einer Höhe von ca. 2150 m n.p.m. und liegt in Polen in der Woiwodschaft Kleinpolen im Landkreis Powiat Tatrzański. Der Westhang gehört zur Gemeinde Poronin (Ortsteil Murzasichle) und der Osthang zur Gemeinde Bukowina Tatrzańska (Ortsteil Brzegi). Über seinen Gipfel führt der Höhenweg Orla Perć.

## Lage und Umgebung
Unterhalb des Gipfels liegen zwei Täler, die Dolina Buczynowa im Osten und die Dolina Pańszczyca. 
Vom Gipfel der Orla Baszta wird der Mała Orla Turniczka durch den Bergpass Orla Przełączka Niżnia getrennt und von dem Gipfel Wielka Orla Turniczka durch den Bergpass Orla Przełączka Wyżnia.

## Etymologie
Der Name Mała Orla Turniczka lässt sich als Kleines Adlertürmchen übersetzen.

## Tourismus
Wanderer, die sich auf den Höhenweg Orla Perć wagen, müssen über den Gipfel gehen. 

### Routen zum Gipfel
Auf den Gipfel führt ein Höhenweg: 
- ▬ Der rot markierte Höhenweg Orla Perć vom Bergpass Zawrat über den Gipfel auf den Bergpass Krzyżne. Als Ausgangspunkt für eine Besteigung des Höhenwegs eignen sich die Berghütten Schronisko PTTK Murowaniec sowie Schronisko PTTK w Dolinie Pięciu Stawów Polskich.

## Belege
- Zofia Radwańska-Paryska, Witold Henryk Paryski: Wielka encyklopedia tatrzańska. Poronin, Wyd. Górskie, 2004, ISBN 83-7104-009-1.
- Tatry Wysokie słowackie i polskie. Mapa turystyczna 1:25.000, Warszawa, 2005/06, Polkart, ISBN 83-87873-26-8.